# Sân bay quốc tế Marco Polo
Sân bay quốc tế Marco Polo Venizia (IATA: VCE, ICAO: LIPZ) là một sân bay trên đất liền gần Venezia của Italia, ở Tessera, một frazione của commune of Venice. Sân bay được đặt tên theo nhà du hành người Venezia Marco Polo, đây là một trong 3 sân bay quan trọng ở Bắc Italia với hai sân bay khác quốc tế khác là ở Milano là Malpensa và Linate).
Sân bay được nối bằng đường sắt với nhà ga Venice-Mestre gần đó và trạm xe bus Venice-Piazzale Roma và taxi nước.

## Đường bay lịch trình
- Aegean Airlines (Athens) [seasonal]
- Aer Lingus (Dublin)
- Aeroflot (Moscow-Sheremetyevo)
- airBaltic (Riga)
- Air France (Lyon, Paris-Charles de Gaulle)
- Air Malta (Malta)
- Alitalia (Cagliari, Palermo, Rome-Fiumicino)
- Austrian Airlines (Vienna)
- British Airways (London-Gatwick, London-Heathrow)
- Brussels Airlines (Brussels)
- Carpatair (Timişoara)
- Czech Airlines (Prague)
- Delta Air Lines (Atlanta [seasonal], New York-JFK)
- easyJet (Belfast-International, Berlin-Schönefeld, Bristol, Lyon, London-Gatwick, Nottingham/East Midlands, Paris-Charles de Gaulle)
- Emirates Airline (Dubai)
- Finnair (Helsinki)
- Iran Air (Tehran-Imam Khomeini)
- Iberia Airlines (Barcelona, Madrid)
- Japan Airlines (Tokyo-Narita)
- Jet2.com (Leeds/Bradford, Manchester)
- KLM
  - KLM Cityhopper (Amsterdam)
- LOT Polish Airlines (Warsaw)
- Lufthansa (Frankfurt)
  - Lufthansa Regional operated by Air Dolomiti (Munich)
- Norwegian Air Shuttle (Oslo-Gardermoen)
- Scandinavian Airlines System (Copenhagen, Oslo-Gardermoen [ends 11 October])
- Swiss International Air Lines (Zürich)
- TAP Portugal (Lisbon)
- Thomson Airways (London-Gatwick, Manchester)
- Turkish Airlines (Istanbul-Atatürk)
- TUIfly (Berlin-Tegel [ends 24 October], Cologne/Bonn [ends 24 October], Hamburg [ends 24 October], Hanover [ends 24 October], Stuttgart [ends 24 October])
- Vueling Airlines (Barcelona, Madrid, Seville)

## Charter airlines
- Aegean Airlines (Ancona, Heraklion)
- Air Greenland (Kangerlussuaq)
- Air Pullmantur (Madrid)
- AMC Airlines (Sharm El Sheik)
- American Airlines(New York-JFK)
  - operated by Executive Airlines (Tampa)
- Astraeus (Bournemouth, London-Gatwick, Manchester)
- Bravo Airlines (Atene, London Luton, Kinshasa, Sylhet)
- Croatia Airlines (Zagabria)
- European Aviation (Bournemouth, Reykjavik-Kleflavik)
- Gestion Aerea (Barcellona, Berlin Tegel)
- Hello (Basilea)
- Icelandair (Reykjavik-Kleflavik)
- Skyservice (Montreal, Ottawa, Toronto-Pearson)
- Swiftair (Madrid)
- Titan Airways (London-Gatwick, Manchester)
- Tunisair (Djerba, Monastir)
- XL Airways France (Lille, Paris-Charles De Gaulle)

### Cargo Airlines
- Air Contractors (London-Stansted, Paris-Charles De Gaulle)
- Air Transport International (Newark)
- Alitalia Cargo (Athens, Atlanta, Cairo, Chennai, Chicago-O'Hare, Delhi, Hong Kong, Lagos, Maji, Mexico City, Miami, Mumbai, New York-JFK, Ouagadougou, Shanghai-Pudong, Tripoli)
- Atlas Air (Lima, New York-JFK, S.Maria Azzorre)
- Cargoitalia (Atlanta, Barcelona, Cairo, Chennai, Chicago-O'Hare, Delhi, Dhaka, Dubai, Ho Chi Minh City, Houston-Intercontinental, Lagos, Moscow-Sheremetyevo, Mumbai, Munich, New York-JFK, Osaka-Kansai, Shanghai-Pudong)
- Cargolux (Hong Kong, Luxemburg)
- Cathay Pacific (Hong Kong, London-Heathrow)
- China Airlines (Dubai, Taipei-Taiwan Taoyuan)
- DHL (London-Heathrow)
- Emirates SkyCargo (Dubai)
- FedEx (Atlanta, Dallas/Fort Worth, Indianapolis, Nashville, Memphis, Milan-Malpensa, New York-JFK, Pisa)
- Korean Air (Seoul-Incheon)
- Lufthansa Cargo (Bahrain, Cologne/Bonn, Frankfurt, Munich)
- Malaysia Airlines (Dubai, Frankfurt, Kuala Lumpur)
- MNG Airlines (Istanbul-Atatürk, Paris-Charles de Gaulle)
- Nippon Cargo Airlines (Osaka-Kansai, Tokyo-Narita)
- TAROM Cargo (Bucharest-Otopeni)
- Tradewinds (Atlanta, Chicago-O'Hare, New York-JFK)
- United Parcel Service (Atlanta, Chicago-O'Hare, New York-JFK, Seattle/Tacoma)
- World Airways (Chicago-O'Hare, Mexico City, New York-JFK)